# Juan Cominges
Juan Elías Cominges Mayorga est un footballeur péruvien, né le 1er octobre 1983 à Callao. Jouant au poste de milieu de terrain, il est le frère de Paul Cominges, lui aussi footballeur.

## Biographie

### Carrière en club
Formé à l'Universitario de Deportes, Juanchi Cominges y fait ses débuts en 2003 avant de passer au Sporting Cristal l'année suivante. En 2005, il s'expatrie en Argentine pour jouer au CA Colón. En 2006, il est sacré champion d'Argentine au sein de l'Estudiantes LP entraîné par Diego Simeone.
Entre 2007 et 2013, sa carrière se poursuit tantôt au Pérou (retour au Sporting Cristal, puis José Gálvez FBC et Cienciano del Cusco), tantôt à l'étranger (Caracas FC, Atlético Huila, Al-Qadisiyah et Guarani FC). Il termine sa carrière dans son pays natal en jouant notamment pour le Sport Boys entre 2014 et 2015, puis le Sport Victoria, son dernier club, en 2017.

### Carrière en sélection
International péruvien à 15 reprises entre 2003 et 2012, Juan Cominges participe notamment aux tours préliminaires pour les Coupes du monde de 2006 (sept matchs), 2010 (un match) et 2014 (un match).

## Palmarès
| Estudiantes LP - Championnat d'Argentine (1) : - Champion : 2006-A. |  | Sporting Cristal - Championnat du Pérou : - Vice-champion : 2004. |